# Gran Premio Ceramisti
Der Gran Premio Ceramisti war eine Radsportveranstaltung in Italien. Es war ein Straßenrennen, das als Eintagesrennen ausgetragen wurde und fand von 1948 bis 1964 statt. Das Rennen war den Berufsfahrern vorbehalten.

## Geschichte
Der Kurs führte mit Start und Ziel in Ponzano Magra in der Nähe von La Spezia durch die Provinz Ligurien. Das Rennen hatte 12 Auflagen. Namensgeber war eine italienische Firma für Keramikprodukte. Einige Jahre gehörte das Radrennen zur Rennserie Trofeo Cougnet.

## Sieger
- 1948  Francesco Albani
- 1954  Franco Aureggi
- 1955  Aurelio De Rio
- 1956  Mario Tosato
- 1957  Roberto Falaschi
- 1958  Giuseppe Fallarini
- 1959  Luigi Tezza
- 1960  Walter Martin
- 1961  Giuseppe Pardini
- 1962  Giuseppe Fallarini
- 1963  Bruno Mealli
- 1964  Adriano Durante